# Niche avec statuette d'Uchizy
La niche avec statuette d'Uchizy est un lieu situé à Uchizy, dans le département de Saône-et-Loire, en France.

## Présentation
Ce monument date du XVIe siècle et fait l’objet d’une inscription au titre des monuments historiques depuis le 20 mai 1927.  